# Mustelus
Mustelus is een geslacht uit de familie van de gladde haaien (Triakidae) en kent 27 soorten.

## Soorten
- Mustelus albipinnis Castro-Aguirre, Atuna-Mendiola, Gonzáz-Acosta & De la Cruz-Agüero, 2005
- Mustelus andamanensis White, Arunrugstichai & Naylor, 2021
- Mustelus antarcticus Günther, 1870 – Australische toonhaai[2]
- Mustelus asterias Cloquet, 1821 – Gevlekte gladde haai
- Mustelus californicus Gill, 1864 – Grijze toonhaai
- Mustelus canis (Mitchill, 1815) – Donkere toonhaai
- Mustelus dorsalis Gill, 1864 – Scherpsnuittoonhaai
- Mustelus fasciatus (Garman, 1913) – Gestreepte toonhaai
- Mustelus griseus Pietschmann, 1908 – Egale toonhaai
- Mustelus henlei (Gill, 1863) – Bruine toonhaai
- Mustelus higmani Springer & Lowe, 1963 – Kleinoogtoonhaai
- Mustelus lenticulatus Phillipps, 1932 – Brakwatertoonhaai
- Mustelus lunulatus Jordan & Gilbert, 1882 – Sikkelvintoonhaai
- Mustelus manazo Bleeker, 1854 – Stervlektoonhaai
- Mustelus mento Cope, 1877 – Gespikkelde toonhaai
- Mustelus minicanis Heemstra, 1997 – Dwergtoonhaai
- Mustelus mosis Klunzinger, 1871 – Arabische toonhaai
- Mustelus mustelus (Linnaeus, 1758) – Toonhaai
- Mustelus norrisi Springer, 1939 – Floridatoonhaai
- Mustelus palumbes Smith, 1957 – Witvlektoonhaai
- Mustelus punctulatus Risso, 1827 – Zwartvlektoonhaai
- Mustelus ravidus White & Last, 2006
- Mustelus schmitti Springer, 1939 – Smalsnuittoonhaai
- Mustelus sinusmexicanus Heemstra, 1997
- Mustelus stevensi White & Last, 2008
- Mustelus walkeri White & Last, 2008
- Mustelus whitneyi Chirichigno F., 1973 – Gebochelde toonhaai
- Mustelus widodoi White & Last, 2006

Furgaleus · Galeorhinus · Gogolia · Hemitriakis · Hypogaleus · Iago · Mustelus · Scylliogaleus · Triakis